# Hieracium virgicaule
Hieracium virgicaule — вид квіткових рослин з родини айстрових (Asteraceae).

## Біоморфологічна характеристика
Це багаторічна рослина.

## Поширення
Росте у Європі: Угорщина, Польща, Словаччина, Україна.